# VERY BEAUTY
「VERY BEAUTY」（ベリー ビューティ）は、Berryz工房の13枚目のシングル。2007年3月7日にアップフロントワークス（PICCOLO TOWNレーベル）から発売された。

## 概要
- 初回生産限定盤A・Bと通常盤の3形態での発売。初回生産限定盤AはCD＋DVD、初回生産限定盤Bと通常盤はCDのみ。初回生産限定盤Bにはフォトブック付属、通常盤にはフォトカード1種封入。
- 今までのシングル曲と違いミディアムテンポな曲。
- ミュージック・ビデオは、埼玉県越谷市にある結婚式場「ベルヴィ ハウス オブ ザ マカロン」で撮影された。
- センターは菅谷梨沙子。メインボーカルは菅谷梨沙子、夏焼雅、熊井友理奈である。

## 収録曲
全作詞・作曲：つんく　編曲：鈴木俊介
1. VERY BEAUTY [4:17]
2. ガキ大将 [3:48]
3. VERY BEAUTY (Instrumental) [4:17]

### 初回生産限定盤A付属DVD
1. 胸さわぎスカーレット
2. ファイティングポーズはダテじゃない!
Hello! Project 2007 Winter ～ワンダフルハーツ 乙女Gocoro～ 2007.1.4昼公演より

## 参加ミュージシャン
VERY BEAUTY
- プログラミング&ギター：鈴木俊介
- コーラス：竹内浩明・CHINO

ガキ大将
- プログラミング&ギター：鈴木俊介
- コーラス：竹内浩明

## カバー
- 絵恋ちゃん - トリビュートアルバム『シューティング スター』（2024年11月11日発売）に収録。